# N/T Príncipe Perfeito
O N/T Príncipe Perfeito foi um paquete português. Pertenceu à Companhia Nacional de Navegação (CNN), a qual serviu entre 1961 e 1976.

## História
O Príncipe Perfeito resultou de um projeto encomendado pela Companhia Nacional de Navegação e dirigido pelo engenheiro naval Rogério d'Oliveira, sendo construído nos estaleiros Neptune em Newcastle-upon-Tyne, Inglaterra, pela empresa Swan Hunter & Higham Richardson, Ltd. Foi lançado ao mar em 22 de setembro de 1960.

### Serviço da CNN
A sua viagem inaugural iniciou-se em Lisboa rumo à África Ocidental e Oriental, a 27 de junho de 1961, com escalas no Funchal, São Tomé, Luanda, Lobito, Moçâmedes, Cidade do Cabo, Lourenço Marques e Beira.
Em 6 de julho de 1964, saiu de Lisboa conduzindo o então Presidente da República Américo Tomás, em viagem oficial a Moçambique.
Em 29 de janeiro de 1974 foi imobilizado no cais da Fundição em Lisboa, aguardando a atribuição de um subsídio pelo Governo que permitisse o seu regresso à carreira de África.
De 21 de maio a 14 de junho de 1975 efetuou a viagem final a Angola. Em julho do mesmo ano foi fretado ao Instituto de Apoio ao Retorno de Nacionais (IARN) para alojamento de retornados de África, tendo permanecido ancorado em Lisboa.

### Outros armadores
Foi vendido em abril de 1976 à Global Transportation Inc., do Panamá, sendo rebatizado Al Hasa. Zarpou de Lisboa em 20 de abril de 1976, para Newcastle, na Inglaterra, onde foi convertido para navio-alojamento (820 passageiros), nos estaleiros Swan Hunter Shiprepairs. Dali largou a 14 de junho do mesmo ano para Dammam, na Arábia Saudita, onde foi utilizado como alojamento para estivadores durante três anos.
Em abril de 1979 foi adquirido pela Fairline Shipping Corporation (Sitmar Cruises, Mónaco) e rebatizado Fairsky. No mês seguinte, foi anunciada a sua conversão em navio de cruzeiros, com capacidade para 880 passageiros e 470 tripulantes, para entrada ao serviço em início de 1981, o que não se concretizou. Imobilizado em Itea, na Grécia (20 de janeiro de 1980), foi dessa vez rebatizado Vera.
Em 1981, foi vendido à Sappho Shipping & Trading Corporation S.A., do Panamá (Bilinder Marine Corporation, do Pireu - armador John S. Latsis), passando a chamar-se "Marianna IX" e, em 30 de junho de 1982, chegou a Jeddah para operar como navio-alojamento. Ainda nessas funções, foi transferido para Rabegh em 30 de dezembro de 1982.
Em 1984 teve o nome alterado para Marianna 9. O porto de registo mudou do Panamá para a Grécia e a tonelagem para 19 769 TAB, 11 230 TAL e 8 738 TPB.
A 27 de setembro de 1986 foi cedido pelo armador ao governo grego e deslocado para Calamata, a fim de alojar vítimas de um terramoto,.
Em março de 1988 saiu do Pireu para Jeddah e Rabegh. Concluída a operação em águas árabes, foi imobilizado no Pireu (Eleusis), em 30 de dezembro de 1992.

### Desmantelamento
Foi posto à venda em 1998, para ser finalmente vendido como sucata em 2001, vindo a ser desmantelado em Alang, na Índia, naquele mesmo ano.

## Ligações Externas
- Imagens do Paquete do Arquivo do Museu da Presidência da República.